# Jacksonville (Florida)
Jacksonville ist eine Stadt und zudem der County Seat des Duval County im US-Bundesstaat Florida mit circa 949.611 Einwohnern (Stand: 2020). Im Jahr 1968 wurde die Stadt mit der Countyverwaltung von Duval County zusammengelegt (consolidated city-county). Jacksonville ist die bevölkerungsreichste Stadt Floridas und zugleich mit 2264,5 km² die flächenmäßig zweitgrößte Stadt der kontinentalen USA. Die Stadt ist Teil der Metropolregion Jacksonville mit gut 1,6 Millionen Einwohnern (Stand: 2020). Sie liegt an der Mündung des St. Johns River in den Intracoastal Waterway und den Atlantik im Nordosten Floridas.
Jacksonville ist überwiegend industriell geprägt. Dies ist insbesondere dem Industriehafen zu verdanken, der einer der wichtigsten Verschiffungshäfen für Automobile in den USA ist. Der Hafen dient außerdem als Basis der US-Marine, was sich als Nachteil für die Automobilindustrie herausgestellt hat. Militärische Schifffahrt hat in dem Hafen Priorität, was der Hauptgrund ist, warum beispielsweise Daimler den Import seiner Fahrzeuge für die Region Süd-Ost seit 2009 im nahegelegenen Brunswick (Georgia) abhandelt.
Jacksonville ist nach dem früheren US-Präsidenten Andrew Jackson benannt. Seit 1857 ist die Stadt Sitz des römisch-katholischen Bistums Saint Augustine.

## Geographie
Jacksonville liegt im äußersten Nordosten Floridas und umfasst den größten Teil der Fläche des Duval County. Die Stadtgrenzen sind im Norden, Westen und Süden mit den Grenzen des Countys identisch, im Osten bildet der Atlantische Ozean die natürliche Stadtgrenze, mit Ausnahme des südlichen Bereichs, wo sich die Citys Atlantic Beach, Jacksonville Beach und Neptune Beach aneinanderreihen. Südlich davon grenzt Jacksonville an das St. Johns County. Baldwin im Westen des Countys ist eine Enklave und wird vollständig von Jacksonville umschlossen.
Geographisch gegliedert wird Jacksonville durch den St. Johns River, der von Süden ins Zentrum Jacksonvilles und dann weiter ostwärts zu seiner Mündung in den Atlantischen Ozean mäandriert. Er bestimmt weitgehend auch die administrative Gliederung der Stadt. Old City liegt im Zentrum, zum größten Teil westlich des Flusses, während östlich davon Arlington liegt. Der Stadtbezirk Southside liegt südlich des Flusses und umfasst alle Gebiete außerhalb von Arlington, soweit sie nicht in den Stadtbezirk Beaches fallen. Westlich des Flusses liegt die Westside. Das restliche Stadtgebiet gehört zur Northside und umfasst alle Gebiete nördlich des Flusses bzw. nordwestlich der Old City.
Orlando liegt 210 km, Tallahassee 250 km, Tampa 300 km und Miami 540 km von Jacksonville entfernt.

## Klima
|                       | Jan  | Feb  | Mär  | Apr  | Mai  | Jun   | Jul   | Aug   | Sep   | Okt  | Nov  | Dez  |   |         |
| Mittl. Tagesmax. (°C) | 17,9 | 19,4 | 22,8 | 26,2 | 29,3 | 31,8  | 33,0  | 32,6  | 30,7  | 26,8 | 23,1 | 19,3 | ⌀ | 26,1    |
| Mittl. Tagesmin. (°C) | 4,7  | 6,3  | 9,6  | 12,7 | 16,7 | 20,6  | 22,2  | 22,1  | 20,6  | 15,2 | 10,1 | 6,3  | ⌀ | 14      |
|                       |      |      |      |      |      |       |       |       |       |      |      |      |   |         |
| Niederschlag (mm)     | 84,1 | 99,8 | 93,5 | 70,4 | 90,2 | 144,5 | 142,2 | 201,4 | 179,1 | 73,7 | 55,6 | 69,1 | Σ | 1.303,6 |
|                       |      |      |      |      |      |       |       |       |       |      |      |      |   |         |
| Sonnenstunden (h/d)   | 6,1  | 7,0  | 7,6  | 8,8  | 9,3  | 8,1   | 8,3   | 7,5   | 5,7   | 6,0  | 6,4  | 5,4  | ⌀ | 7,2     |
|                       |      |      |      |      |      |       |       |       |       |      |      |      |   |         |
| Regentage (d)         | 7,3  | 6,6  | 6,7  | 5,1  | 6,6  | 10,6  | 11,6  | 12,4  | 10,1  | 5,9  | 4,9  | 5,9  | Σ | 93,7    |
|                       |      |      |      |      |      |       |       |       |       |      |      |      |   |         |
| Wassertemperatur (°C) | 14   | 16   | 19   | 23   | 27   | 29    | 31    | 30    | 29    | 25   | 20   | 16   | ⌀ | 23,3    |
|                       |      |      |      |      |      |       |       |       |       |      |      |      |   |         |
| Luftfeuchtigkeit (%)  | 75   | 72   | 70   | 69   | 71   | 75    | 77    | 79    | 80    | 78   | 77   | 76   | ⌀ | 74,9    |

| 4,7 |

| 6,3 |

| 9,6 |

| 12,7 |

| 16,7 |

| 20,6 |

| 22,2 |

| 22,1 |

| 20,6 |

| 15,2 |

| 10,1 |

| 6,3 |

| 4,7 |

| 6,3 |

| 9,6 |

| 12,7 |

| 16,7 |

| 20,6 |

| 22,2 |

| 22,1 |

| 20,6 |

| 15,2 |

| 10,1 |

| 6,3 |

## Geschichte
Die Gegend von Jacksonville war bereits vor 6000 Jahren von den Timucua besiedelt, deren größte Niederlassung in der Umgebung Ossachite war, die im heutigen Stadtgebiet von Jacksonville lag.
Nach dem Beginn der europäischen Besiedlung des amerikanischen Kontinents gehörte das Gebiet zunächst zum Königreich Frankreich (1562–1565), dann zum Spanischen Kolonialreich (1565–1763). Später war das Gebiet Teil des Königreichs Großbritannien (1763–1783). Als erste ständige Siedlung der Neuzeit nördlich von Mexiko als „Cow Ford“ 1791 gegründet wurde, war das Gebiet wieder spanisch (1783–1821). Nachdem Florida 1821 US-Bundesgebiet geworden war, nahm die Stadt ihren heutigen Namen nach dem damaligen Gouverneur und späteren Präsidenten Andrew Jackson an.
Jacksonville war ein Schauplatz des Sezessionskrieges und von 1861 bis 1862 eine Stadt der Konföderierten Staaten von Amerika; obwohl keine Schlacht hier stattfand, wurde sie beschädigt. Danach wurde die Gegend zu einem beliebten Winterquartier der Reichen und Berühmten. Die Stadt wurde 1886 und 1888 von Gelbfieberepidemien heimgesucht.
Am 3. Mai 1901 wurde Jacksonville durch ein Feuer, das in einer Matratzenfabrik ausgebrochen war, schwer zerstört. In der Mittagszeit hatte ein Glutfunke Füllmaterial entzündet. Im Glauben, mit ein paar Eimern Wasser ließe sich der Brandherd rasch löschen, wurde zunächst kein Feueralarm ausgelöst. Die Flammen breiteten sich aber schneller aus als gedacht und griffen um sich. Im Verlauf der folgenden acht Stunden wurden 2368 Häuser zerstört und 10.000 Einwohner obdachlos. Die Katastrophe zählt zu den schlimmsten in Floridas Geschichte.
Während des Zweiten Weltkrieges wurde in Jacksonville eine Trainingsstation der US-Navy eingerichtet, die später nach Pensacola verlegt wurde. Weiter in Jacksonville befindet sich heute noch eine große Basis der Navy (Naval Air Station Jacksonville).
1967 wurden alle unselbständigen Ortschaften des Countys Duval eingemeindet. 1968 wurde auch die Countyverwaltung Jacksonville zu einem Consolidated city-county zusammengelegt.
Jacksonville war auch Schauplatz von Rassentrennung und Gewalt. Am 27. August 1960 gingen Mitglieder des Ku-Klux-Klans gegen protestierende Schwarze vor. In jüngerer Zeit hat sich die Situation deutlich entspannt. So wurde 1995 Nat Glover zum ersten afroamerikanischen Sheriff von Duval County gewählt.

## Bevölkerung

### Demographische Daten
Laut der Volkszählung 2010 verteilten sich die damaligen 821.784 Einwohner auf 366.273 Haushalte. Das sind im Durchschnitt 2,24 Personen pro Haushalt. Die Bevölkerungsdichte lag bei 418,8 Einw./km². 59,4 % der Bevölkerung bezeichneten sich als Weiße, 30,7 % als Afroamerikaner, 7,7 % als Hispanics oder Latinos und 4,3 % als Asian Americans. 2,9 % gaben die Angehörigkeit zu mehreren Ethnien und 2,3 % zu einer anderen Ethnie an.
Im Jahr 2010 lebten in 33,4 % aller Haushalte Kinder unter 18 Jahren sowie 21,0 % aller Haushalte Personen mit mindestens 65 Jahren. 64,3 % der Haushalte waren Familienhaushalte (bestehend aus verheirateten Paaren mit oder ohne Nachkommen bzw. einem Elternteil mit Nachkomme). Die durchschnittliche Größe eines Haushalts lag bei 2,48 Personen und die durchschnittliche Familiengröße bei 3,05 Personen.
26,8 % der Bevölkerung waren jünger als 20 Jahre, 28,2 % waren 20 bis 39 Jahre alt, 27,7 % waren 40 bis 59 Jahre alt und 16,1 % waren mindestens 60 Jahre alt. Das mittlere Alter betrug 36 Jahre. 48,5 % der Bevölkerung waren männlich und 51,5 % weiblich.
Das durchschnittliche Jahreseinkommen lag bei 49.192 $, dabei lebten 15,2 % der Bevölkerung unter der Armutsgrenze.
Im Jahr 2000 war Englisch die Muttersprache von 90,61 % der Bevölkerung, spanisch sprachen 4,14 % und 5,25 % hatten eine andere Muttersprache.

### Religionen
In Jacksonville gibt es derzeit 558 Kirchen aus 32 unterschiedlichen Konfessionen, darunter ist die Baptistengemeinde mit 214 Kirchen am stärksten vertreten. Weiterhin gibt es 44 zu keiner Konfession gehörende Kirchen (Stand: 2004).

## Sehenswürdigkeiten

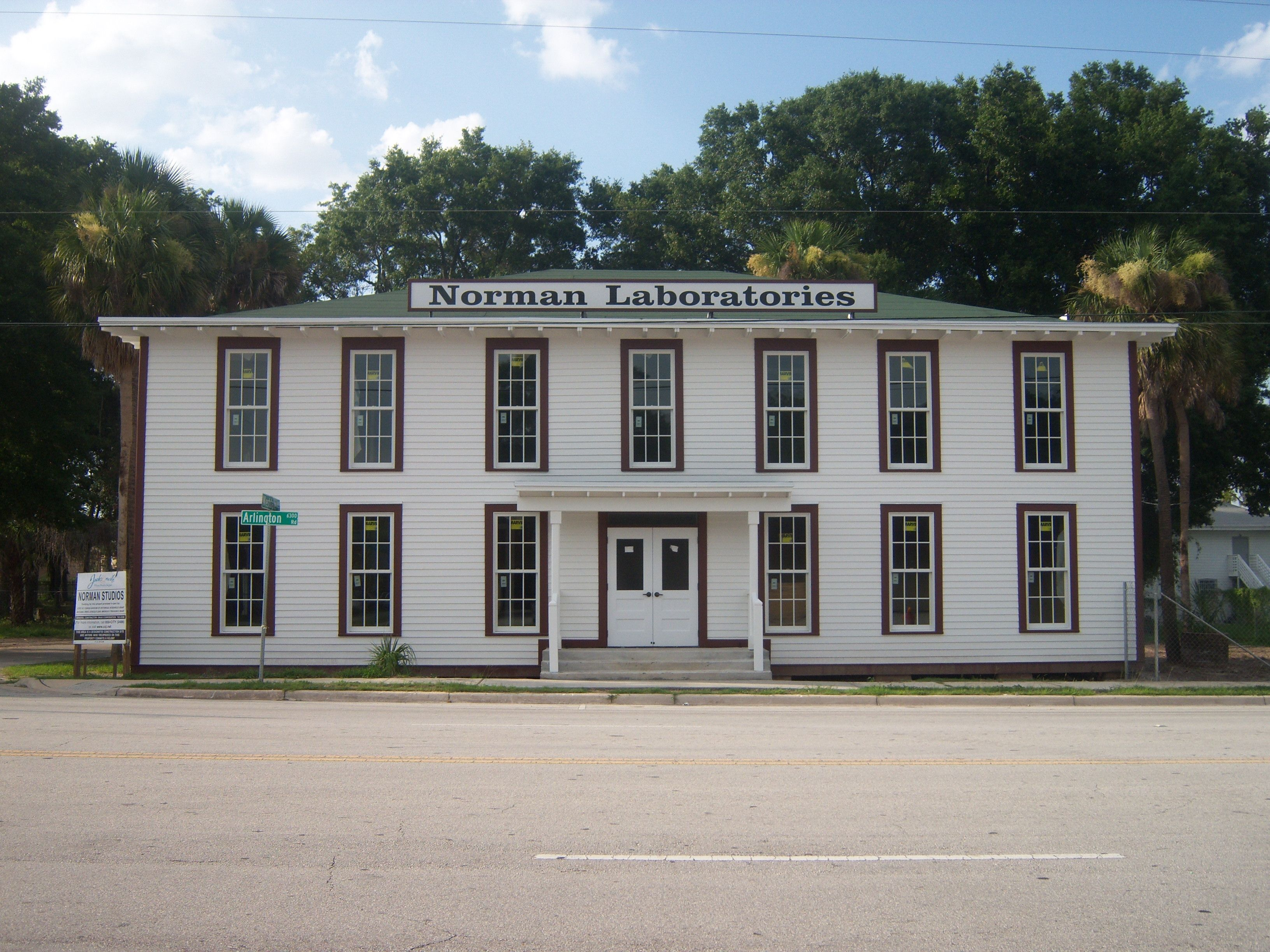
Das Gebäude der Norman Film Manufacturing Company hat seit Oktober 2016 den Status eines National Historic Landmarks.

98 Bauwerke, Stätten und Bezirke in der Stadt und der näheren Umgebung sind insgesamt im National Register of Historic Places (NRHP) eingetragen (Stand 23. Oktober 2020), wobei das Schiffswrack der Maple Leaf sowie die Norman Film Manufacturing Company den Status von National Historic Landmarks haben.

## Sport

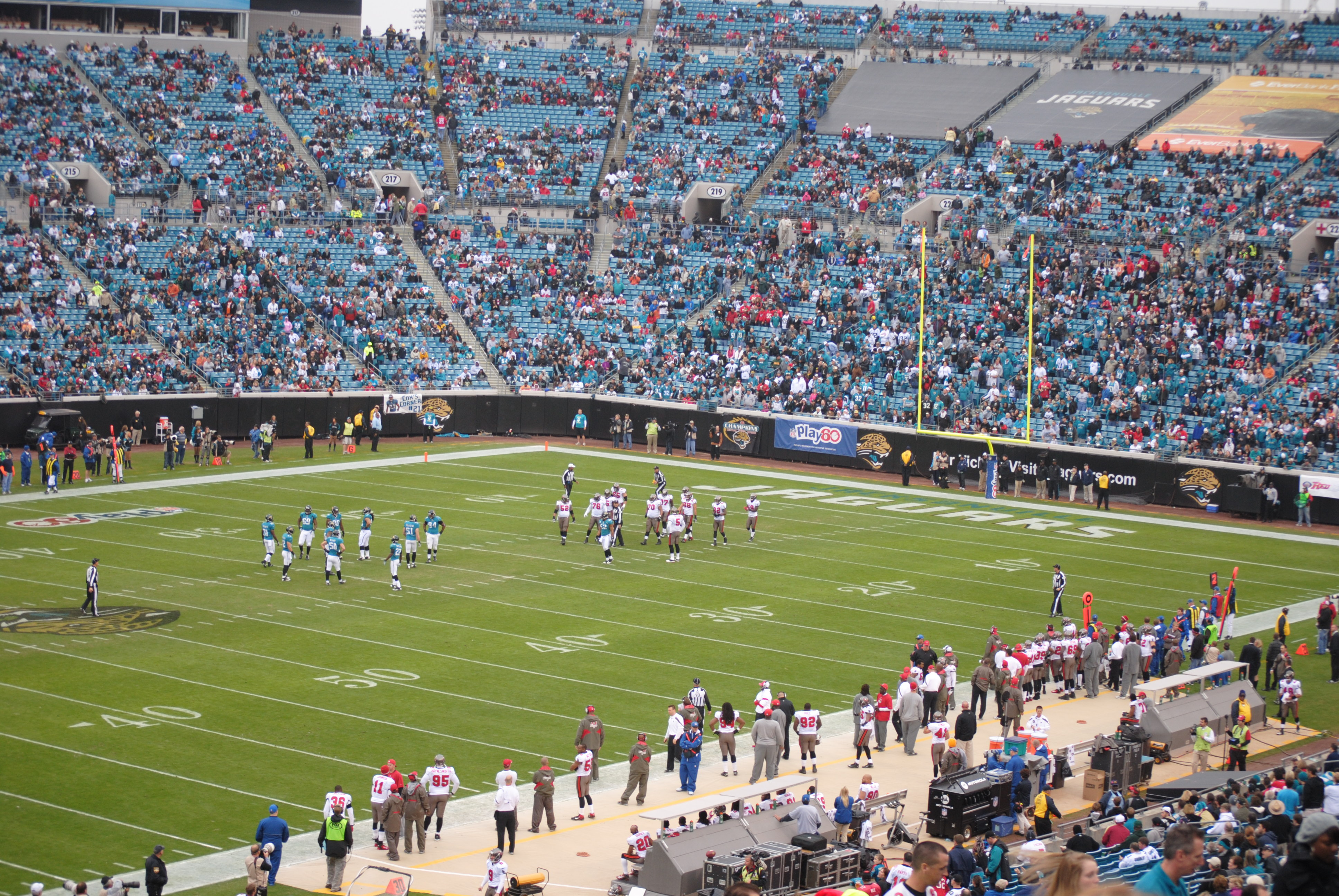
EverBank Field

Jacksonville beheimatet seit der Expansion der National Football League 1994 sein erstes Profi-Sport-Team, die Jacksonville Jaguars. Ihr Heimatstadion, das EverBank Field (vormals Jacksonville Municipal Stadium und Alltel Stadium), war Austragungsort des Super Bowl XXXIX als Abschluss der NFL-Saison 2004/05 am 6. Februar 2005. Um zusätzliche Übernachtungsmöglichkeiten zu schaffen, ankerten eigens zu dieser Veranstaltung zwei Kreuzfahrtschiffe im St. Johns River. Ebenfalls in Jacksonville beheimatet ist das in der Arena Football League spielende Arena-Football-Team Jacksonville Sharks. Überdies wird der Gator Bowl der NCAA-College-Football-Liga jedes Jahr in Jacksonville ausgetragen.
Um Jacksonville liegen einige exzellente Golfplätze, so z. B. der Tournament Players Club in Sawgrass, jährlicher Austragungsort der PLAYERS Championships. Dieses Turnier wird jeden Mai im Rahmen der PGA Tour veranstaltet und ist das höchstdotierte Event dieser Tour mit 25 Millionen $ Siegprämie.
Auch hochklassiges Tennis wird jedes Jahr in der Stadt gespielt, wenn die WTA-Tour hier zur Bausch & Lomb Championships Halt macht.
Des Weiteren sind einige semiprofessionelle Teams in Jacksonville vertreten: Die inzwischen aufgelösten Jacksonville Barracudas aus der SPHL im Eishockey, die Suns als Minor-League-Team der Los Angeles Dodgers im Baseball sowie der Jacksonville Northsiders FC im Fußball.

## Hochschulen
In Jacksonville befinden sich unter anderem die Jacksonville University und die University of North Florida.

## Verkehr

### Flugverkehr
Jacksonville besitzt insgesamt vier Flughäfen, die von der Jacksonville Aviation Authority betrieben werden.
Der Hauptflughafen ist der Jacksonville International Airport, der von jeder großen amerikanischen Fluggesellschaft angeflogen wird.
Des Weiteren gibt es noch den Craig Municipal Airport, den Cecil Field Airport und den Herlong Airport, die von kleineren Maschinen, meist Geschäfts- oder Sportflugzeugen, genutzt werden.

### Straßenverkehr
Durch Jacksonville führen folgende Straßen:
- Die Interstates 10 (West-Ost), 95 (Nord-Süd) und 295 (Ring),
- die U.S. Highways 1, 17, 23, 90 und 301 sowie
- die Florida State Roads A1A, 5, 9B, 10, 13, 15, 21, 23, 101, 105, 109, 115, 116, 134, 152, 200, 202 und 228.

### Bahnverkehr
Der Bahnhof Jacksonville ist der wichtigste Bahnhof der Stadt mit täglichen Zugverbindungen nach Miami und New York City.

### Nahverkehr
Im Innenstadtbereich Jacksonvilles verkehrt an Werktagen kostenlos ein Skyway genanntes Einschienenbahnsystem.

### Schiffsverkehr
Die Jacksonville Port Authority (JAXPORT) ist die Hafenbehörde, der die Seehafenanlagen am St. Johns River unterstehen. Das United States Marine Corps unterhält auf Blount Island einen Stützpunkt.

## Kliniken
| - Mayo Clinic Jacksonville - Baptist Health Northeast Florida - Baptist Medical Center Beaches - Saint Vincent’s Medical Center - Specialty Hospital | - Baptist Medical Center - Brooks Health System - Nemours Children’s Clinic - Shands Jacksonville |

## Kriminalität
Die Kriminalitätsrate lag im Jahr 2010 mit 433 Punkten (US-Durchschnitt: 266 Punkte) im durchschnittlichen Bereich. Es gab 80 Morde, 316 Vergewaltigungen, 1.693 Raubüberfälle, 3.380 Körperverletzungen, 9.588 Einbrüche, 25.863 Diebstähle, 1.973 Autodiebstähle und 99 Brandstiftungen.
Am 23. November 2012 erschoss Michael David Dunn den unbewaffneten 17-jährigen Schüler Jordan Davis, bei dem er sich zuvor über zu laute Musik beschwert hatte; Dunn wurde wegen dieser Tat zu einer lebenslänglichen Haftstrafe verurteilt.

## Städtepartnerschaften
Als Partnerstädte nennt Jacksonville:
| - Bahía Blanca, Argentinien, seit 1967 - Murmansk, Russland, seit 1975 - Changwon, Südkorea, seit 1983 - Nantes, Frankreich, seit 1984 | - Yingkou, Volksrepublik China, seit 1990 - Nelson Mandela Bay, Südafrika, seit 2000 - Curitiba, Brasilien, seit 2009 - San Juan, Puerto Rico, seit 2009 |

- Mit den chinesischen Städten Shaoxing und Suzhou (Jiangsu) bestehen seit 2004 und mit Ningbo seit 2007 freundschaftliche Beziehungen.